# 읍내로 (괴산군)
읍내로(Eumnae-ro)는 대한민국의 충청북도 괴산군 괴산읍 대평교차로에서 시작하여, 괴산군 괴산읍 역말삼거리 를 잇는 도로이다.

## 주요경유지
충청북도
- 괴산군 (괴산읍)

## 노선 경로
| 이름         | 접속 노선         | 소재지 | 소재지 | 비고 |
| ------------ | ----------------- | ------ | ------ | ---- |
| 대평 교차로  | 중부로            | 괴산군 | 괴산읍 |      |
| 읍내 교차로  | 괴산로            | 괴산군 | 괴산읍 |      |
| 시계탑사거리 | 괴강로 읍내로11길 | 괴산군 | 괴산읍 |      |
| 괴산대교     |                   | 괴산군 | 괴산읍 |      |
| 역말삼거리   | 임꺽정로          | 괴산군 | 괴산읍 |      |

## 주요 건물 및 시설
- 한국농어촌공사 괴산증평지사 (읍내로 39/대사리 319-1)
- SK에너지 개미주유소 (읍내로 55/대사리 314-2)
- 세븐일레븐 괴산대사점 (읍내로 55/대사리 314-2)
- 세븐일레븐 괴산차부점 (읍내로 131/대사리 160-5)
- HD현대오일뱅크 괴산가스충전소 (읍내로 171/대사리 108-1)
- 괴산지구대 (읍내로 246/동부리 706-7)
- 농협 괴산농협 주유소 (읍내로 272/동부리 651-1)
- 괴산시외버스터미널 (읍내로 286/동부리 645-3)